# УкрАвтономГаз
УКРАВТОНОМГАЗ   — Українська група компаній, що працює на ринку скраплено газу. Займається проектуванням та будівництвом систем газопостачання пропан-бутаном. Ексклюзивний розробник та постачальник в Україну випаровувачів KGE . Являється членом Української асоціації скрапленого газу.

## Історія
- У 2008 році була створена група компаній «УКРАВТОНОМГАЗ». Компанія зібрала ключових фахівців, які мають досвід роботи на європейських підприємствах «AUREX» (Польща), «GOK» (Німеччина), «Deltagas» (Чехія), «FAS» (Німеччина), що стало основою успішної діяльності і майбутнього прогресу компанії.
- 2010 року була зареєстрована торгова марка ТМ «УКРАВТОНОМГАЗ».
- У 2010 відбувся перший виступ на форумі "LPG Ukraine 2010". Керівник ТОВ «УКРАВТОНОМГАЗ» Дорофєєв А.С. запропонував новий перспективний напрямок по реалізації скрапленого газу для учасників газового ринку.
- 2014 року була створена окрема юридична особа "УКРАВТОНОМГАЗ".
- У 2014 участь у міжнародному форумі "Clobal Green Hub Korea 2014". Директор ТОВ «УКРАВТОНОМГАЗ» Дорофєєв А.С. відвідав форум по зеленій енергетиці в Республіці Корея. ТОВ «УКРАВТОНОМГАЗ» отримала ексклюзивне право на продаж обладнання для скрапленого газу компанії "Entec" (Південна Корея).
- У 2014 підписання ексклюзивного контракту з KGE. Korea Gas Engineering (KGE) компанія яка виробляє та експортує випарники ЗВГ, випарники для спеціалізованих газів, змішувальні установки SNG і інше газове обладнання для зрідженого газу в більш ніж 15 країн світу.
- У 2014 створення сервісних бригад.
- У 2014 році компанія "УКРАВТОНОМГАЗ" впроваджує послуги сервісної служби підприємства, виконує роботи по сервісному обслуговуванню в гарантійний та післягарантійний період.
- У 2015 році запуск нового корпоративного сайту [Архівовано 29 квітня 2018 у Wayback Machine.]. Запуск сайту групи компаній «УКРАВТОНОМГАЗ», який став індикатором оптових цін на скраплений газ і новітніх технологій для пропан-бутану на території України.
- У 2015 році придбання власних вагонів LPG та газовозів.
- У 2016 вступ до УАСГ, управління комітетом. ТОВ "УКРАВТОНОМГАЗ" стає членом Української Асоціації скрапленого газу.  Українська Асоціація скрапленого газу покликана продемонструвати значимість пропан – бутану як безпечний, універсальний, ефективний, доступний вид стратегічної енергії, яка може і відіграє значну роль, як в житті кожної людини, так і країни в цілому.
- У 2016 році проведення форуму "Облік нафтопродуктів". ТОВ "УКРАВТОНОМГАЗ" є організатором форуму та є лідером інноваційних технологій з обліку нафтопродуктів в Україні. Організацію проведення Форуму підтримали Державні органи влади (ДФСУ, Міністерства, КМДА та інші).
- У 2017 році пропозиція відміни акцизу. Офіційна пропозиція "УКРАВТОНОМГАЗ"  відмінити акциз на скраплений газ
- У 2017 році запуск соціального проекту LPG-CAR [Архівовано 16 грудня 2021 у Wayback Machine.]. LPG-CAR® [Архівовано 16 грудня 2021 у Wayback Machine.] - це соціальний проект, розроблений для автомобілістів, які вибрали пропан-бутан (LPG), як альтернативний вид палива для своїх автомобілів.
- У 2018 році був зроблен ребрендінг "УКРАВТОНОМГАЗ".Компанія УКРАВТОНОМГАЗ не стоїть на місці. За 10 років успішної роботи компанія виросла професійно. Лого стає більш впізнаваним та асоціюється зі скрапленим газом пропан-бутаном для газифікації України.
- У 2018 році компанія отримує нагороду "ЛІДЕР РОКУ" 2018". За результатами дослідження Національного бізнес-рейтингу компанія "УКРАВТОНОМГАЗ" визнана одним з найефективніших підприємств України у своїй галузі, а підтвердженням високого статусу, надійності й ефективності ведення бізнесу стала престижна нагорода «Лідер року 2018».
- У 2019 році компанія отримує нагороду "ЛІДЕР ГАЛУЗІ 2019" по сплаті податків. Компанія ТОВ «УКРАВТОНОМГАЗ» отримала престижну нагороду «Лідер галузі 2019» за значний внесок у державний бюджет та високі фінансові результати діяльності.[2]
- У 2019 році компанія бере участь у більше ніж 10 галузевих виставках, активно проводить діяльність з популяризації газопостачання скрапленого газу для промисловості.
- У 2019 році компанія реалізовує найпотіжнішу в Україні установку газопостачання пропан-бутаном для Зернового Елеватора. Теплова потужність 52 000 квт в с.Виндичани для компанії Епіцентр-Агро  [3]
- У 2020 році компанія реалізовує 400-й проект автономного газопостачання пропан бутаном

## Місія та цілі
- БАЧЕННЯ - зробити кожного енергонезалежним і автономним при використанні енергоресурсів.
- ПРИЗНАЧЕННЯ - повідомити кожному вигоди від використання скрапленого газу та зробити його доступним.
- МІСІЯ: "УКРАВТОНОМГАЗ" полягає в реалізації енергобезпеки жителів України, а також у створенні інфраструктури і доставки енергоресурсів промисловим підприємствам.
- ЦІЛІ - донести до органів влади, підприємств та громадян України європейські екологічні цінності та переваги скрапленого газу пропан-бутану.
- ЦІННОСТІ - Найбільшою цінністю для компанії є пріоритети та потреби клієнтів пов'язані з застосуванням енергоефективних технологій. Енергетична стабільність та інновації гарантують енергонезалежність, незалежність кожного підприємства та кожного приватного домогосподарства.
- СТРАТЕГІЯ - спрямована на покупця. Кожен повинен сам усвідомлено вибирати вид енергоносіїв.
- ТАКТИКА - застосування інноваційних технологій та нестандартних підходів у продажі скрапленого газу пропан-бутану і обладнання.
- ПЛАНИ - A) Пріоритетним напрямком є популяризація сегмента будівництва автономних систем газопостачання пропан-бутаном з застосуванням розробок і технологій.  B) Зробити сайт [Архівовано 8 серпня 2020 у Wayback Machine.] компанії   індикатором цін на скраплений газ і обладнання в Україні. C) Група компаній "УКРАВТОНОМГАЗ" планує будівництво декількох складів зберігання ЗВГ та збільшення партнерської мережі АГЗП по всій Україні. D) Впровадження європейського досвіду щодо застосування моніторингових систем обліку рівня в резервуарах скрапленого газу.[4]

## Дозвільні документи
Компанія "УКРАВТОНОМГАЗ" має всі необхідні ліцензії, серификати та документи [Архівовано 8 серпня 2020 у Wayback Machine.], що засвідчують про експертність та можливість проводити різні види робіт.

## Послуги
- Проектування об'єктів LPG
- Поставка газового обладнання
- Проведення будівельно-монтажних робіт
- Погодження об'єктів газифікації
- Технічне обслуговування
- Доставка скрапленого газу
- Встановлення моніторингових систем
- Оренда цистерн LPG
- Будівництво складів зберігання LPG
- Облік газу на газовозах
- Лізинг від УКРАВТОНОМГАЗ[6]

## Схеми газопостачання
- Газопостачання зерносушарок
- Асфальтобетонний завод
- Газова заправка
- Газогенератор
- Теплиця
- Підприємства
- Котельня
- Приватний будинок
- Газонаповнювальні станції
- Змішувальні установки LPG-AIR
- Випарні установки ЗВГ[7]

## ЗМІ Новини
- Головний елеваторний сайт країни - ELEVATORIST.COM[8]
- Журнал "АСФАЛЬТ"[9]
- Репортаж каналу 112 Україна
- УКРАВТОНОМГАЗ на 4-му газовому форумі - репортаж [Архівовано 24 березня 2022 у Wayback Machine.] 5 каналу
- Про підвищення акцизу на пропан-бутан перший діловий канал
- UBR про автономне газопостачання
- Enkorr про відміну акцизу[10]
- Terminal про альтернативу природному газу[11]
- 24 канал облік нафтопродуктів [Архівовано 24 березня 2022 у Wayback Machine.]
- Телеканал Україна чому в Києві зникло безліч газозаправних модулів?
- Репортаж Еспресо про виставку "Зернові технології 2018"